# زیردریایی یو-۵۷۶
زیردریایی یو-۵۷۶ (به انگلیسی: German submarine U-576) یک زیردریایی بود که طول آن ۶۷٫۱ متر (۲۲۰ فوت ۲ اینچ) بود. این زیردریایی در سال ۱۹۴۱ ساخته شد.